# Cyperus ixiocarpus
Cyperus ixiocarpus är en halvgräsart som beskrevs av Ferdinand von Mueller. Cyperus ixiocarpus ingår i släktet papyrusar, och familjen halvgräs. Inga underarter finns listade i Catalogue of Life.